# Arabska Unia Maghrebu
Arabska Unia Maghrebu (arab. اتحاد المغرب العربي; Ittiḥād al-Maghrib al-‘Arabī) – organizacja międzynarodowa, zrzeszające państwa regionu Maghrebu.

## Historia
Projekt stworzenia unii państw arabskich w północnej Afryce narodził się w roku 1956, wraz z uzyskaniem niepodległości przez Maroko i Tunezję i motywowany był silnymi wówczas tendencjami panarabskimi.
W 1958 roku na konferencji w Maroku zasugerowano, że nowo powstałe państwa powinny stać się federacją, jednak to nigdy nie nastąpiło. Na przełomie lat 50. i 60. dochodziło do konfliktów dyplomatycznych i sporów terytorialnych, szczególnie o zasobne tereny Sahary Hiszpańskiej.
W 1964 roku na konferencji w Tunisie powołano Stałą Radę Konsultacyjną państw Maghrebu (CPCM) pomiędzy Algierią, Libią, Marokiem i Tunezją na rzecz koordynacji planów rozwoju tych krajów i zintensyfikowania handlu i stosunków z państwami Wspólnoty Europejskiej. Tym razem plany integracji również nie doszły do skutku.
Dopiero w roku 1989 w Marrakeszu doszło do spotkania przywódców pięciu północnoafrykańskich państw arabskich, w wyniku którego powołano Arabską Unię Maghrebu. Głównym celem organizacji jest gospodarcza i (w mniejszym stopniu) polityczna integracja państw członkowskich.
Z powodu sporu Algierii i Maroka o status Sahary Zachodniej (Algieria domaga się przyjęcia tego terytorium do organizacji), sprawne funkcjonowanie Arabskiej Unii Maghrebu jest mocno utrudnione i wielokrotnie doprowadzało do odwoływania szczytów organizacji. Pomimo trzydziestu lat istnienia Unia Maghrebu ma bardzo słabe wyniki działalności. Mimo wielu podpisanych umów i porozumień niewiele z nich weszło w życie, a od 1994 roku nie odbył się żaden szczyt szefów państw – głównego organu decyzyjnego. Integracja regionalna w Afryce Północnej została zahamowana w wyniku licznych niepokojów i konfliktów.
W 2023 roku projekt wspólnej waluty na tym obszarze pozostaje technicznie wykonalny, ale politycznie niewykonalny.

## Kraje członkowskie
- Algieria
- Libia
- Maroko
- Mauretania
- Tunezja

## Cele organizacji

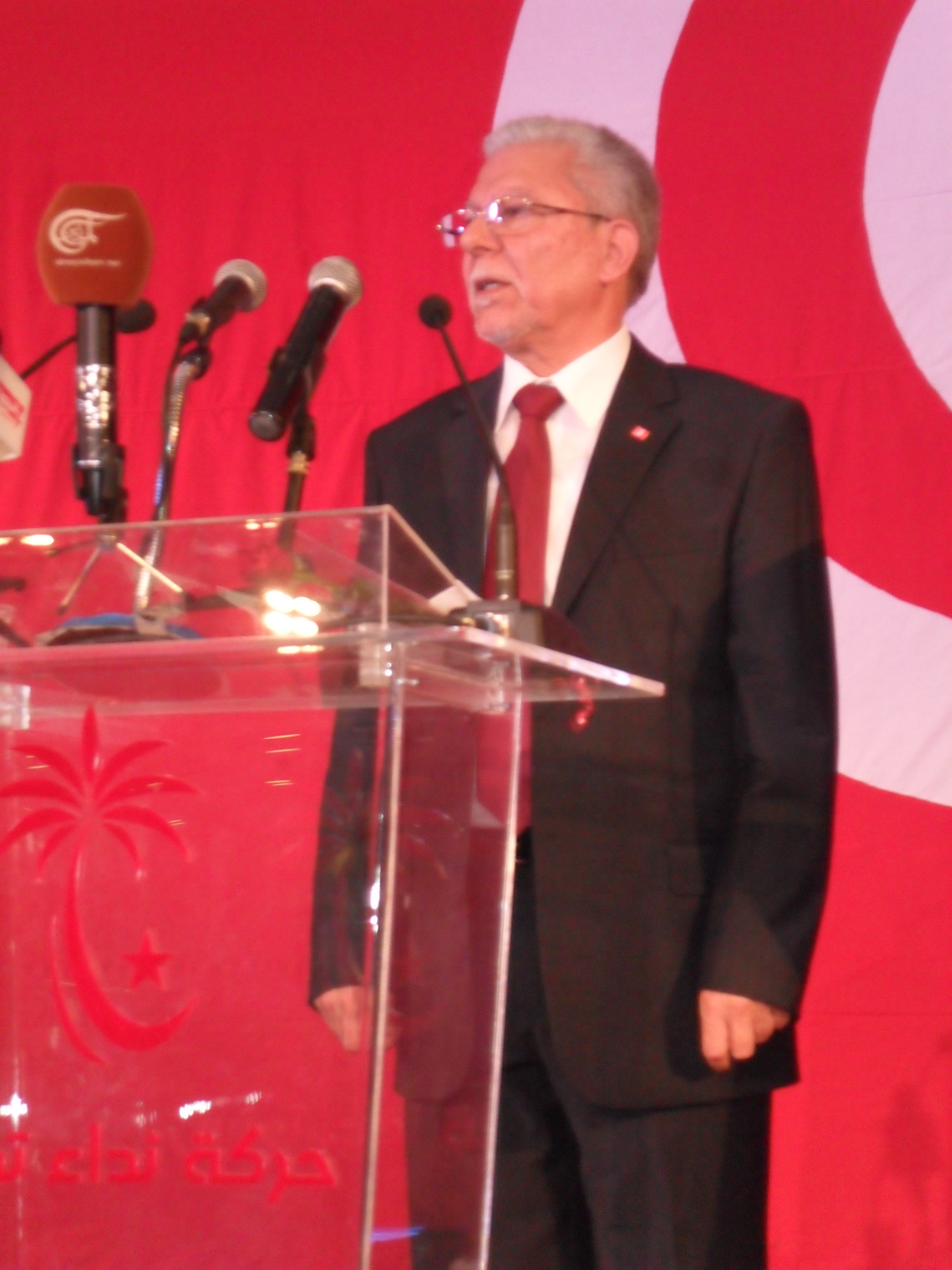
Taïeb Baccouche Sekretarz Generalny od 2016 roku

Traktat o Unii Maghrebu wyznaczył następujące cele:
1. Braterstwo pomiędzy krajami członkowskimi i ich narodami.
2. Osiąganie postępu, dobrobytu społeczeństw i ochrona ich praw.
3. Dążenie do pokoju opartego na sprawiedliwości i równości.
4. Wspólna polityka w różnych dziedzinach.
5. Stopniowe prace nad osiągnięciem swobody przepływu osób, usług, towarów i kapitału.

## Organy i instytucje
- Rada Prezydencka – najwyższy organ decyzyjny, w którego skład wchodzą szefowie państw członkowskich. Radzie przewodniczy jeden z członków Rady, który zmienia się co roku. Raz w roku odbywa się sesja zwyczajna i w razie konieczności zwołuje się sesję nadzwyczajną. Rada Prezydencka monitoruje też działalność Uniwersytetu Maghrebu i Akademii Nauk Maghrebu, znajdujących się w Trypolisie.
- Pierwszy Gabinet i Szefowie Rządów – organ składający się z premierów państw członkowskich. Zbiera się w razie konieczności.
- Rada Ministrów Spraw Zagranicznych – odpowiedzialna za przygotowanie sesji Rady Prezydenckiej oraz bada propozycje Komisji UMA i Wyspecjalizowanych Komitetów Ministerialnych.
- Komisja UMA – w jej skład wchodzą przedstawiciele państw członkowskich, których zadaniem jest prowadzenie bieżących spraw Unii. Swoje propozycje przedkładają Radzie Ministrów Spraw Zagranicznych.
- Wyspecjalizowane Komitety Ministerialne – składa się z czterech komitetów powołanych przez Radę Prezydencką. Są to: Komitet do spraw Bezpieczeństwa żywnościowego, Komitet do spraw gospodarki i Finansów, Komitet do spraw Zasobów Ludzkich oraz Komitet do spraw Infrastruktury.
- Sekretariat Generalny – utworzony przez Radę Prezydencką. Składa się z Sekretarza Generalnego i 6 dyrektorów dyrektoriatów. Siedziba Sekretariatu znajduje się w Rabacie.
- Instancja Sądowa – w jej skład wchodzi po dwóch sędziów z każdego kraju członkowskiego, ich kadencja trwa 6 lat. Przewodniczący Instancji jest wybierany spośród jej członków na okres jednego roku. Do zadań tego organu należy badanie zgodności prawa stanowionego przez instytucje UMA oraz państwa członkowskie z Traktatem z Marakeszu. Jego orzeczenia są prawomocne i ostateczne. siedziba znajduje się w Nawakszucie.
- Rada Konsultacyjna – składa się z 301 przedstawicieli każdego państwa członkowskiego. Na prośbę Rady Prezydenckiej udziela rekomendacji w sprawach istotnych dla osiągania celów Unii. Siedziba znajduje się w Algierze.
- Bank Inwestycji i Handlu Zagranicznego Maghrebu – jego zadaniem jest wkład w budowę konkurencyjnej gospodarki bloku integracyjnego, promocji handlu regionalnego oraz swobodnego przepływu inwestycji. Ma siedzibę w Tunisie.
- Akademia Maghrebu – ma na celu ustanowienie ram współpracy między instytucjami badawczymi i instytucjami szkolnictwa wyższego w krajach Unii oraz między nimi a podobnymi instytucjami w świecie arabskim i w innych krajach. Realizacja badań naukowych i technologicznych skoncentrowana na wspólnych aspektach rozwojowych między krajami Unii.
- Arabski Uniwersytet Maghrebu – składa się z jednostek uniwersyteckich Maghrebu rozmieszczonych w krajach Arabskiej Unii Maghrebu, zgodnie z misją Unii. Ma siedzibę w Trypolisie.

## Sekretarze Generalni
1. Muhammad Amamo od 1991 do 2002
2. Habib Bouarrass od 2002 do 2006
3. Habib bin Yahya od 2006 do 2016
4. Taïeb Baccouche od 2016